# Пам'ятки історії Новоукраїнського району
У Новоукраїнському районі Кіровоградської області на обліку перебуває 74 пам'ятки історії.
| № пп | Охорон. номер    | Найменування пам'ятки                                                                   | Місцезнаходження пам'ятки                                   | Епоха                       | Значення | Рішення                    |
| ---- | ---------------- | --------------------------------------------------------------------------------------- | ----------------------------------------------------------- | --------------------------- | -------- | -------------------------- |
| 1    | 2409             | Приміщення суду                                                                         | м. Новоукраїнка, вул. Покровська, 67                        | 1901 р.                     | місцева  | № 250-р. від 22.07.1996 р. |
| 2    | 1024             | Пам'ятний знак на честь визволення міста від фашистських загарбників                    | м. Новоукраїнка вул. Миколи Вороного, СШ № 3                | 1941—1945 рр.               | -//-     | № 301 від 25.06.1982 р.    |
| 3    | 576              | Пам'ятний знак воїнам-землякам                                                          | м. Новоукраїнка, вул. Миколи Вороного, парк МВК № 1         | 1941—1945 рр                | -//-     | № 404 від 17.09.1969 р.    |
| 4    | 1167             | Пам'ятний технічний знак — танк Т-34                                                    | м. Новоукраїнка, вул. М. Вороного, 202                      | 1941 р.                     | -//-     | № 281 від 16.05.1985 р.    |
| 5    | 1168             | Пам'ятник трудової слави — трактор «Універсал-2»                                        | м. Новоукраїнка, вул. М. Вороного, 98                       | 1925—1930 рр.               | -//-     | № 281 від 16.05.1985 р.    |
| 6    | 2410             | Млин Вигдора Варшавського                                                               | м. Новоукраїнка, вул. М. Вороного, 88                       | 1894 р.                     | -//-     | № 250-р. від 22.07.1996 р. |
| 7    | 577              | Братська могила радянських воїнів. Поховано 409 воїнів                                  | м. Новоукраїнка, вул. Соборна, 70                           | 1944 р.                     | -//-     | № 404 від 17.09.1969 р.    |
| 8    | 578              | Братська могила учасників громадянської війни. Поховано 106 чол.                        | м. Новоукраїнка, вул. Соборна, 70                           | 1918—1920 рр.               | -//-     | № 404 від 17.09.1969 р.    |
| 9    | 579              | Могила Соколова А. Д. — командира 16 мех. корпусу                                       | м. Новоукраїнка, вул. Соборна, парк «Партизанський»         | 1898-1941 рр.               | -//-     | № 404 від 17.09.1969 р.    |
| 10   | 580              | Пам'ятник воїнам-землякам                                                               | м. Новоукраїнка, вул. Соборна                               | 1941—1945 рр                | -//-     | № 404 від 17.09.1969 р.    |
| 11   | 2411             | Приміщення пошти                                                                        | м. Новоукраїнка, вул. Соборна, 43                           | 1903 р.                     | -//-     | № 250-р. від 22.07.1996 р. |
| 12   | 2412             | Будинок позавідомчої охорони                                                            | м. Новоукраїнка, вул. Соборна, 70                           | Кінець XIX — початок ХХ ст. | -//-     | № 250-р від 22.07.1996 р.  |
| 13   | 1285             | Пам'ятний знак частин і з'єднань, яким присвоєно назву «Новоукраїнських»                | м. Новоукраїнка, вул. Соборна, 55                           | 1944 р.                     | -//-     | № 149 від 10.05.1988 р.    |
| 14   | 2296             | Пам'ятний знак жертвам голодомору                                                       | м. Новоукраїнка, кладовище                                  | 1932—1933 рр.               | -//-     | № 104 від 15.04.1991 р.    |
| 15   | 2297             | Пам'ятний знак мирним жителям — жертвам фашизму                                         | с. Вербівка, Глодоська с/рада, біля школи                   | 1943                        | -//-     | № 104 від 15.04.1991р      |
| 16   | 2413             | Пам'ятник воїнам-землякам                                                               | с. Веселий Кут, Новоєгорівська с/р, біля клубу.             | 1941—1945 рр                | -//-     | № 250-р від 22.07.1996 р.  |
| 17   | 583              | Братська могила радянських воїнів. Поховано 34 воїни.                                   | с. Воронівка, Сотницько-Балківська с/р, біля бібліотеки.    | 1944 р.                     | -//-     | № 404 від 17.09.1969 р.    |
| 18   | 585              | Братська могила радянських воїнів. Поховано 26 воїнів                                   | с. В'юнки, Приютівська с/р, біля магазину                   | 1944 р.                     | -//-     | № 404 від 17.09.1969 р.    |
| 19   | 585              | Братська могила радянських воїнів. Поховано 18 воїнів                                   | с. Ганнівка, Ганнівська с/р, центр                          | 1944 р.                     | -//-     | № 404 від 17.09.1969 р.    |
| 20   | 586              | Пам'ятник воїнам-землякам                                                               | с. Ганнівка, Ганнівська с/р, околиця                        | 1941—1945 рр                | -//-     | № 404 від 17.09.1969 р.    |
| 21   | 587              | Братська могила радянських воїнів. Поховано 5 воїнів                                    | с. Глодоси, Глодоська с/р, сквер                            | 1944 р.                     | -//-     | № 404 від 17.09.1969 р.    |
| 22   | 2298             | Братська могила червоних партизанів. Поховано 19 чол.                                   | с. Глодоси, Глодоська с/р, кладовище                        | 1919 р.                     | -//-     | № 104 від 15.04.1991 р.    |
| 23   | 2299             | Братська могила мирних жителів — жертв фашизму. Поховано 16 чол.                        | с. Глодоси, Глодоська с/р, кладовище                        | 1941—1945 рр                | -//-     | № 104 від 15.04.1991 р.    |
| 24   | 1025             | Пам'ятник воїнам-землякам                                                               | с. Глодоси, Глодоська с/р, біля будинку культури            | 1941—1945 рр                | -//-     | № 301 від 25.06.1982 р.    |
| 25   | 1169             | Пам'ятний знак на місці розстрілу партизан громадянської війни                          | с. Глодоси Глодоської с/р, кладовище                        | 1919 р.                     | -//-     | № 281 від 16.05.1985 р.    |
| 26   | 1286             | Пам'ятний знак земляку Масенку Т. Г. — українському письменникові                       | с. Глодоси, Глодоська с/р, поліклініка                      | 1903—1979 рр.               | -//-     | № 149 від 10.05.1988 р.    |
| 27   | 588              | Братська могила радянських воїнів. Поховано 13 воїнів                                   | с. Григорівка, Григорівська с/р.                            | 1944 р.                     | -//-     | № 404 від 17.09.1969 р.    |
| 28   | 1287             | Пам'ятний знак Чорноморцю В. — Герою Радянського Союзу                                  | с. Григорівка, Григорівська с/р, адмін.буд.                 | 1943 р.                     | -//-     | № 149 від 10.05.1988 р.    |
| 29   | 589              | Братська могила радянських воїнів. Поховано 194 воїни.                                  | с. Димине, Диминська с/р, біля будинку культури             | 1944 р.                     | -//-     | № 404 від 17.09.1969 р.    |
| 30   | 1288             | Пам'ятний знак Олексіїву Г. А. — Герою Радянського Союзу                                | с. Димине, Диминська с/р, клуб                              | 1944 р.                     | -//-     | № 149 від 10.05.1998       |
| 31   | 590              | Братська могила радянських воїнів. Поховано 9 воїнів                                    | с. Єгорівка, Сотницько-Балківська с/р, біля клубу           | 1944 р.                     | -//-     | № 404 від 17.09.1969 р.    |
| 32   | 591              | Пам'ятник воїнам-землякам                                                               | с. Захарівка Захарівська с/р, центр                         | 1941—1945 рр                | -//-     | № 404 від 17.09.1969 р.    |
| 33   | 592              | Братська могила радянських воїнів. Поховано 9 воїнів                                    | с. Захарівка, Захарівська с/р, біля с/р.                    | 1944 р.                     | -//-     | № 404 від 17.09.1969 р.    |
| 34   | 1026             | Пам'ятний знак Стеценку І. К. — секретарю 1-го комсомольського осередку на селі.        | с. Захарівка Захарівська с/р, біля школи                    | 1922 р.                     | -//-     | № 301 від 25.06.1982 р.    |
| 35   | 593              | Братська могила радянських воїнів. Поховано 4 воїни.                                    | с. Звірівка, Новоукраїнська м\ р, біля клубу                | 1944 р.                     | -//-     | № 404 від 17.09.1969 р.    |
| 36   | 594 594\1 594\76 | Військове кладовище. Група могил радянських воїнів, закатованих фашистами у концтаборі. | с. Звірівка Новоукраїнська м\р, ст. Адабаш, півн. околиця   | 1941—1945 рр                | -//-     | № 404 від 17.09.1969 р.    |
| 37   | 595              | Братська могила радянських воїнів. Поховано 37 воїнів.                                  | с. Іванівка, Іванівська с/р, біля с/р.                      | 1944 р.                     | -//-     | № 404 від 17.09.1969 р.    |
| 38   | 596              | Пам'ятний знак воїнам-землякам.                                                         | с. Іванівка, Іванівська с/р, біля с/р.                      | 1941—1945 рр                | -//-     | № 404 від 17.09.1969 р.    |
| 39   | 1289             | Пам'ятний знак Тарасенку І. І. — Герою Радянського Союзу                                | с. Іванівка, Іванівська с/р., біля клубу                    | 1923-1944 рр.               | -//-     | № 149 від 10.05.1988 р.    |
| 40   | 599              | Братська могила радянських воїнів. Поховано 27 воїнів.                                  | с. Квітка, Іванівська с/р. парк                             | 1944 р.                     | -//-     | № 404 від 17.09.1969 р.    |
| 41   | 600              | Братська могила жертв фашизму. Поховано 5 осіб.                                         | с. Козакова Балка, Козаковобалківська с/р. 0,3 км на схід   | 1941—1945 рр                | -//-     | № 404 від 17.09.1969 р.    |
| 42   | 602              | Братська могила радянських воїнів. Поховано 15 воїнів                                   | с. Комишувате, Комишуватська с/р, західна околиця           | 1944 р.                     | -//-     | № 404 від 17.09.1969 р.    |
| 43   | 1290             | Пам'ятний знак Трудової Слави — трактор «ХТЗ»                                           | с. Комишувате, Комишуватська с/р, центр                     | 1932—1950 рр.               | -//-     | № 149 від 10.05.1988 р.    |
| 44   | 1171             | Пам'ятний знак Кропивницькому М. А. — українському драматургу                           | с. Кропивницьке, Кропивницька с/р, центр                    | 1840-1910 рр.               | -//-     | № 281 від 16.05.1985 р.    |
| 45   | 1291             | Будинок школи, де вчився Колісниченко В. Е. — Герой Радянського Союзу                   | с. Кропивницьке, Кропивницька с/р, школа                    | 1915-1942 рр.               | -//-     | № 169 від 10.05.1988 р.    |
| 46   | 604              | Братська могила радянських воїнів. Поховано 4 воїни.                                    | с. Кропивницьке, Кропивницька с/р, південно-західна околиця | 1944 р.                     | -//-     | № 404 від 17.09.1969 р.    |
| 47   | 605              | Братська могила радянських воїнів. Поховано 3 воїни.                                    | с. Ліски, Лісківська с/р, біля буд. культ.                  | 1944 р.                     | -//-     | № 404 від 17.09.1969 р.    |
| 48   | 606              | Братська могила радянських воїнів. Поховано 3 воїни.                                    | с. Леонтовичі Новоєгорівська с/р.                           | 1944 р.                     | -//-     | № 404 від 17.09.1969 р.    |
| 49   | 607              | Братська могила радянських воїнів. Поховано 6 воїнів.                                   | с. Мала Помічна Малопомічнянська с/р, центр                 | 1944 р.                     | -//-     | № 404 від 17.09.1969 р.    |
| 50   | 1027             | Пам'ятник воїнам-землякам.                                                              | с. Мала Помічна Малопомічнянська с/р                        | 1941—1945 рр                | -//-     | № 301 від 25.06.1982 р.    |
| 51   | 608              | Братська могила радянських воїнів. Поховано 22 воїни.                                   | с. Мар'янопіль, Мар'янопільська с/р                         | 1944 р.                     | -//-     | № 404 від 17.09.1969 р.    |
| 52   | 1172             | Братська могила радянських воїнів. Поховано 3 воїни.                                    | с. Нерубаївка, Семенастівська с/р, центр                    | 1944 р.                     | -//-     | № 281 від 15.05.1985 р.    |
| 53   | 609              | Могила Пархоменка П. А. — радянського воїна.                                            | с. Новоєгорівка Новоєгорівська с/р, сквер                   | 1919-1941 рр.               | -//-     | № 404 від 17.09.1969 р.    |
| 54   | 2300             | Пам'ятний знак воїнам-землякам                                                          | с. Новоєгорівка Новоєгорівська с/р, сквер                   | 1941—1945 рр                | -//-     | № 104 від 15.04.1991 р.    |
| 55   | 610              | Братська могила радянських воїнів. Поховано 10 воїнів                                   | с. Новомиколаївка Новомиколаївська с/р, біля буд. культури  | 1944 р.                     | -//-     | № 404 від 17.09.1969 р.    |
| 56   | 1292             | Пам'ятний знак Різніченку С. Ф. — Герою Радянського Союзу                               | с. Новомиколаївка Новомиколаївська с/р адмін.буд.           | 1944 р.                     | -//-     | № 149 від 10.05.1985 р.    |
| 57   | 611              | Братська могила радянських воїнів. Поховано 10 воїнів.                                  | с. Новопавлівка, Помічнянська с/р, околиця.                 | 1944 р.                     | -//-     | № 404 від 17.09.1969 р.    |
| 58   | 2608             | Пам'ятний знак євреям — жертвам фашизму.                                                | с. Новопавлівка, Помічнянська с/р, урочище «Гусарське»      | 1941 р.                     | -//-     | № 346-р від 30.09.1996 р.  |
| 59   | 1173             | Братська могила радянських воїнів. Поховано 4 воїни.                                    | с. Подимка, Новомиколаївська с/р, околиця.                  | 1944 р.                     | -//-     | № 281 від 16.05.1985 р.    |
| 60   | 612              | Братська могила радянських воїнів. Поховано 8 воїнів.                                   | с. Помічна, Помічнянська с/р, біля школи.                   | 1944 р.                     | -//-     | № 404 від 17.09.1969 р.    |
| 61   | 613              | Пам'ятник воїнам-землякам.                                                              | с. Помічна, Помічнянська с/р, біля будинку культури.        | 1941—1945 рр.               | -//-     | № 404 від 17.09.1969 р.    |
| 62   | 1293             | Пам'ятний знак на честь Ткаченка В. М. — генерала, Героя Радянського Союзу.             | с. Помічна, Помічнянська с/р, адмін. будинок.               | 1903—1983 рр.               | -//-     | № 149 від 10.05.1988 р.    |
| 63   | 948              | Пам'ятник воїнам-землякам.                                                              | с. Приют, Приютівська с/р, центр.                           | 1941—1945 рр                | -//-     | № 300 від 25.06.1982 р.    |
| 64   | 614              | Братська могила радянських воїнів. Поховано 36 воїнів.                                  | с. Рівне, Рівнянська с/р, сквер.                            | 1944 р.                     | -//-     | № 404 від 17.09.1969 р.    |
| 65   | 1028             | Пам'ятник воїнам-землякам.                                                              | с. Рівне, Рівнянська с/р, біля будинку культури.            | 1941—1945 рр                | -//-     | № 301 від 25.06.1982 р.    |
| 66   | 1174             | Будинок, в якому містився ревком.                                                       | с. Рівне, Рівнянська с/р,                                   | 1918 р.                     | -//-     | № 281 від 16.05.1985 р.    |
| 67   | 1175             | Пам'ятник лейтенанту Подчуфарову В. С. — радянському воїну.                             | с. Рівне, Рівнянська с/р, біля лікарні.                     | 1941 р.                     | -//-     | № 281 від 16.05.1985 р.    |
| 68   | 618              | Братська могила радянських воїнів. Поховано 17 воїнів.                                  | с. Семенасте, Семенастівська с/р, біля школи.               | 1944 р.                     | -//-     | № 404 від 17.09.1969 р.    |
| 69   | 619              | Братська могила борців за встановлення радянської влади. Поховано 4 воїни.              | с. Семенасте, Семенастівська с/р, околиця                   | 1919 р.                     | -//-     | № 404 від 17.09.1969 р.    |
| 70   | 620              | Братська могила радянських воїнів. Поховано 10 воїнів.                                  | с. Фурманівка, Фурманівська с/р, біля будинку культури.     | 1944 р.                     | -//-     | № 404 від 17.09.1969 р.    |
| 71   | 621              | Пам'ятник воїнам-землякам.                                                              | с. Фурманівка, Фурманівська с/р, біля будинку культури.     | 1941—1945 рр                | -//-     | № 404 від 17.09.1969 р.    |
| 72   | 1176             | Пам'ятний знак воїнам-землякам.                                                         | с. Шишкіно, Шишкінська с/р, центр села.                     | 1941—1945 рр                | -//-     | № 281 від 16.05.1985 р.    |
| 73   | 2414             | Житловий будинок Варшавського В. З.                                                     | м. Новоукраїнка, вул. Миколи Вороного, 88                   | 1894 р.                     | -//-     | № 250-р від 22.07.1996 р.  |
| 74   | 2415             | Економія поміщика Рогальова-Іванова                                                     | с. Мала Тимошівка                                           | ІІ пол.                     | -//-     | № 250 від 22.07.1996 р.    |
|      |                  |                                                                                         |                                                             |                             |          |                            |